# Сърбохърватски език
Сърбохърватски език е сборно наименование на няколко южнославянски езика, които се говорят в страните от бивша Югославия. Това наименование официално се използва от 1945 до 1991 г. От 1921 до 1941 в Кралство Югославия се използва сборно наименование, което включва и словенски: сърбохърватскословенски език.

## Име
Наименованието сърбохърватски език има няколко варианта: хърватскосръбски език, хърватски или сръбски език, сръбски или хърватски език, а съгласно последната конституция на СФРЮ, хърватите наричат официално езика си хърватски език. Според наложеното през периода 1945–1991 г. мнение, сърбохърватският език е разделен на два основни варианта: източен (сръбски) и западен (хърватски), както и на т.нар. южен подвариант (босненски).

## Политическа история по създаването на книжовния език
Създаването на общ книжовен сърбохърватски език е в основата на т.нар. югославска идея (за единение). Австрийските аспирации са насочени не само към Босна и Херцеговина, но и към излаз на Солун през Поморавия и Македония, т.е. над територията на някогашната префектура Илирик. Тази външнополитическа австрийска линия намира концентриран израз в лицето на Йерней Копитар.

На въпрос към Вук Караджич от Измаил Срезневски, как е станал книжовник, Вук Караджич отвръща: 
| „ | Но главната причина за това, че съм книжовник, ще остане завинаги Копитар. В това отношение на него съм задължен, ако не за всичко, то сигурно за много, за твърде много. | “ |

Според сръбският изследовател Попович, 
| „ | Копитар още при първата си среща припознал в лицето на Вук не само писателя, способен да се обяви срещу всички словеносербски лисици и педанти, но и човека готов да се противопостави на руското влияние, с което да даде нещо чисто сръбско. | “ |

След първите прояви на Вуковата реформа, в самото Сръбско княжество плъзнали слухове, че Вук Караджич бил австрийски агент, поради и което нововъведената буква j, получила обидното прозвище копитарица. През 1893 г. излизат и спомените на Стефан Веркович за разговора му с Янко Шафарик (племенник на Павел Шафарик). След като Веркович видял вуковите книги в библиотеката на Шафарик и в една от тях прочел Артиум либерариум ет философие докторис (на кирилица), попитал домакина си, какъв университет е завършил Вук, за да бъде доктор. Любезният му домакин отвърнал, че Вук е завършил университет при своя поп у Дробняците /в Херцеговина/, а като патент за дисертация му послужили псалтирът и часословът. Веркович отново и още по-озадачен попитал, как човек без образование се е заел да бъде реформатор на такава колкото мъчна, толкова и деликатна работа, каквато е въвеждането на нова азбука за сърбите, на което Шафарик се изсмял и казал: 
| „ | Азбуката е измислена и съставена от Копитаря, а Вук е имал честта само да си тури под нея името. | “ |

## Разлики между източния и западния вариант
Въпреки че официалното становище в бивша Югославия е, че вариантите на сърбохърватския език са в диалектическо единство и не представляват отделни езици, се признават няколко съществени разлики между източния (сръбски) и западния (хърватски) вариант:
1. Различни графични системи – на изток се използва предимно кирилица, а на запад – само латиница.
2. Различен рефлекс (при около 3% от общата лексика) на праславянския ят (ě): пре – prije (преди), време – vrijeme (време), место – mjesto (място), савет – savjet (съвет) и т.н. Тази разлика обаче се наблюдава само между екавския сръбски и хърватския. Между босненския сръбски и черногорския от една страна, и хърватския от друга страна, в това отношение има незначителна разлика.
3. Разлики от типа: такође – također (също), вече – večer (вечер) и т.н.
4. Разлики в словообразуването със суфикси: преводилац – prevoditelj (преводач), управник – upravitelj (управител)
5. Различен рефлекс на краесловно -l: со – sol (сол), сто – stol (маса), во – vol и т.н.
6. Различни форми на въпросителните и относителните местоимения: ко – tko (кой), неко – netko (някой) и т.н.
7. Различна форма на името „славянин“: Словен – Slaven, и на производните му.
8. Различни форми на събирателни числителни: четворо – četvero (четирима мъже и жени) и т.н.
9. Различен рефлекс на праславянското h: кувати, кувам – kuhati, kuham (варя, готвя), мува – muha, дуван – duhan (тютюн) и т.н.
10. Различия в чужди суфикси при съществителни имена: туриста – turist и т.н.
11. Различия в чужди суфикси при глаголи: регулисати, регулишем – regulirati, reguliram (регулирам); ангажовати, ангажујем – angažirati, angažiram (ангажирам).
12. Различни префикси: саоднос – suodnos (съотношение), саосећај – suosjećaj (съчувствие) и т.н.
13. Лексикални разлики (около 6-7%): хлеб – kruh (хляб), супа – juha (супа), фрижидер – hladnjak (хладилник), коришћење – uporaba (използване, употреба), сијалица – žarulja (електрическа крушка), јануар – siječanj (януари), фебруар – veljača (февруари) и много други.
14. Минимални разлики в морфологията:
  - Разлика при образуване на формата за бъдеще време на глаголите: знам шта ћу да купим – znam što ću kupiti (знам какво ще купя) (тази разлика съществува предимно в разговорния език).
  - В хърватския не се използва изобщо бъдеще предварително време, което в сръбски е живо: будем био (ще съм бил) – bit ću (ще съм).
  - Различни падежни окончания: томе човеку – tomu čovjeku (дателен падеж);

### Пример за различия
| Български | Сръбски                                                                                                   | Босненски | Хърватски                                                                                             |
| --- | --- | --- | --- |
| По отношение на отработените газове и замърсяването на въздуха в Йерусалим, ще бъде необходимо да се предприемат мерки за сигурност! | У погледу издувних гасова и загађивања ваздуха у Јерусалиму, било би потребно предузети мере безбедности! | U pogledu izduvnih gasova i zagađivanja vazduha u Jerusalimu, bilo bi potrebno preduzeti mjere bezbjednosti! | Glede ispušnih plinova i zagađivanja zraka u Jeruzalemu, bilo bi potrebito poduzeti mjere sigurnosti! |

## Разлики и прилики
| Български                                                   | Сръбски                                                      | Босненски                                                | Хърватски                                                     |
| ----------------------------------------------------------- | ------------------------------------------------------------ | -------------------------------------------------------- | ------------------------------------------------------------- |
| Бялата сол за готвене е съединение на натрий и хлор.        | Bela so za kuvanje je hemijsko jedinjenje natrijuma i hlora. | Bijela so za kuhanje je hemijski spoj natrijuma i hlora. | Bijela sol za kuhanje kemijski je spoj natrija i klora.       |
| Влакът от железопътната гара ще потегли точно в десет часа. | Voz sa železničke stanice krenuće tačno u deset časova.      | Voz sa željezničke stanice krenut će tačno u deset sati. | Vlak sa željezničkoga kolodvora krenut će točno u deset sati. |

## Разпадане на сърбохърватския език
След разпадането на Югославия през 1991 година наименованието сърбохърватски език е изоставено и вместо него се използват реалните имена на езиците: сръбски, хърватски, босненски, а също така има тенденция към разграничаване и на черногорски език, който има редица фонетични и морфологични различия от сръбския.
Въпреки голямата близост на езиците, обединявани някога от общото наименование сърбохърватски, хората, които ги говорят, ги считат за отделни езици поради множество фактори: исторически, културни, социални, икономически и най-вече политически, особено след разпадането на СФР Югославия.